# (I'm) Stranded
(I'm) Stranded är det första albumet av det australiensiska rockbandet The Saints. Det gavs ut 1977.

## Låtlista
1. "(I'm) Stranded" (Ed Kuepper, Chris Bailey) - 3:32
2. "One Way Street" (Kuepper, Bailey) - 2:56
3. "Wild About You" (Andy James) - 2:35
4. "Messin' With the Kid" (Kuepper, Bailey) - 5:54
5. "Erotic Neurotic" (Kuepper, Bailey) - 4:07
6. "No Time" (Kuepper, Bailey) - 2:48
7. "Kissin' Cousins" (Fred Wise, Randy Starr) - 2:00
8. "Story of Love" (Kuepper) - 3:11
9. "Demolition Girl" (Kuepper) - 1:41
10. "Nights in Venice" (Kuepper, Bailey) - 5:41